# Horná Breznica
Horná Breznica este o comună slovacă, aflată în districtul Púchov din regiunea Trenčín. Localitatea se află la altitudinea de 334 m deasupra n.m., se întinde pe o suprafață de 12,28 km2 și în 2017 număra 489 de locuitori.

## Istoric
Localitatea Horná Breznica este atestată documentar din 1388.

## Demografie
| An:                | 1994 | 2004   | 2014   | 2024   |
| ------------------ | ---- | ------ | ------ | ------ |
| Număr de persoane: | 461  | 451    | 475    | 497    |
| Diferență:         |      | −2,16% | +5,32% | +4,63% |

| An:                | 2023 | 2024   |
| ------------------ | ---- | ------ |
| Număr de persoane: | 498  | 497    |
| Diferență:         |      | −0,20% |